# カルル・フリードリッヒ・シンケル
カール・フリードリッヒ・シンケル（Karl Friedrich Schinkel, 1781年3月13日 - 1841年10月9日）は、18世紀ドイツの新古典主義建築を代表する建築家である。ベルリンなどの都市計画・設計においても活躍した。画家、舞台美術家としても知られる。

## 略歴

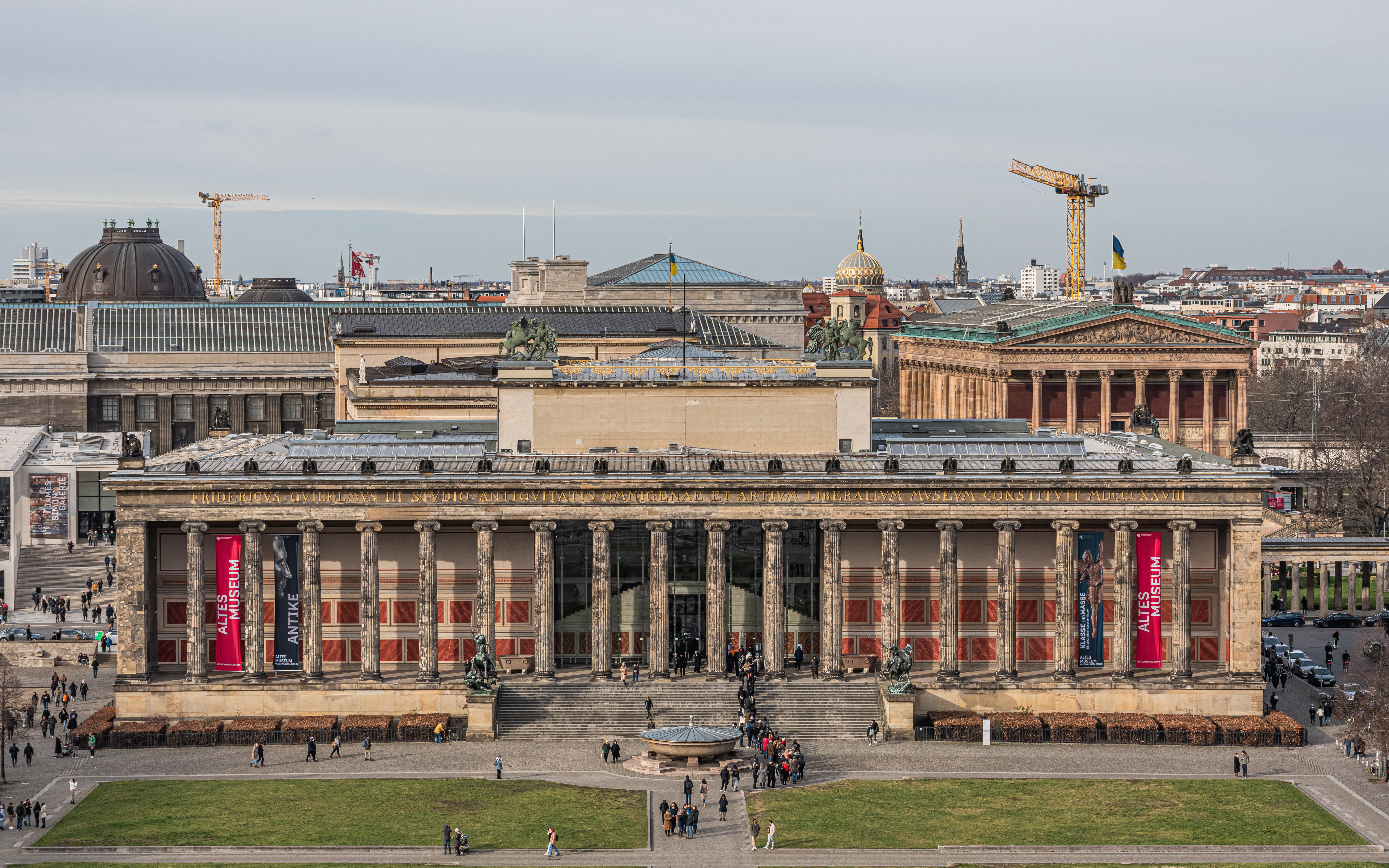
アルテス・ムゼウム (2023)

プロイセン王国ノイルピーン生まれ。建築家フリードリッヒ・ジリー（1772年 - 1800年）の下で建築を学んだ。1803年から1805年にイタリア、フランスに留学し、建築、造園、絵画などの幅広い知識を身に付けた。プロイセン王室の建築家として活躍し、多くの作品を残した。
作風はギリシア建築に倣った新古典主義建築であるが、アルテス・ムゼウム（Altes Museum）にも見られる幾何学的、厳格で端正なデザインはモダニズム建築の美学に通じると評される。モダニズムの建築家フィリップ・ジョンソンは、（1961年の講演において）最も影響を受けた建築家としてミースとともにシンケルの名を挙げている。

## 主な建築作品
- ノイエ・ヴァッヘ（Neue Wache 1816年）： 元はプロイセン王の衛兵所、現在は戦争被害者と加害者を分け隔てなく追悼する国立施設に転用されている
- ベルリン王立劇場（Konzerthaus Berlin）（1818年-1821年）
- ベルリン旧博物館（Altes Museum）（1824年-1828年）： 世界遺産の博物館島にある。中心部のドームはローマのパンテオンに範を取ったもの。
- フリードリッヒヴェルデルシェ教会（Friedrichswerdersche Kirche）（1824年）
- ベルリン・グリーニケ城（Schloss Glienicke）（1825年）
- ポツダム・聖ニコライ教会（St. Nikolaikirche）（1830年）
- ベルリン建築アカデミー（Berliner Bauakademie）（1831年）： 1945年のベルリン空襲で焼失。
- ポツダム・バーベルス城（Babelsberg）（1834年）

## 絵画

水辺のゴシック聖堂
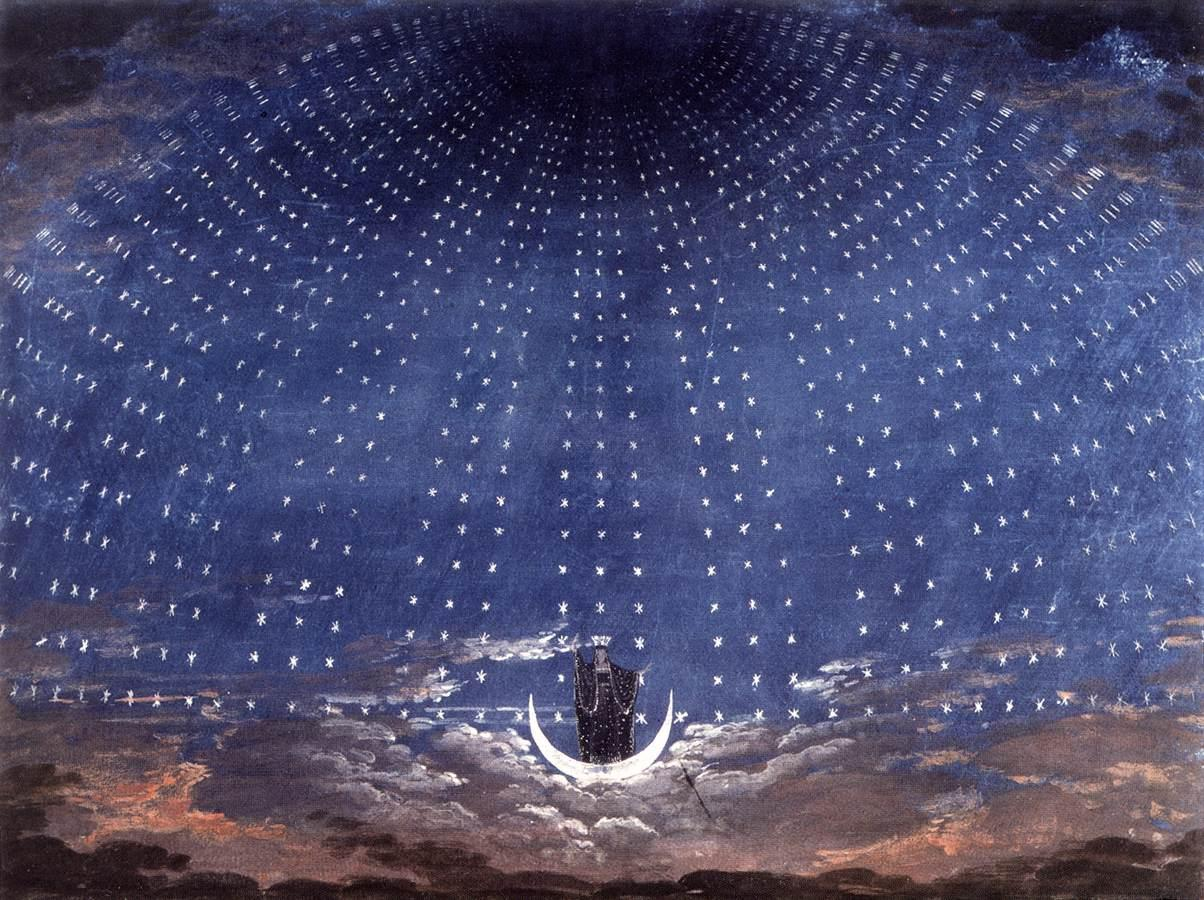
モーツァルトの魔笛舞台セット
Allegorie auf Beuth, den Pegasus reitend
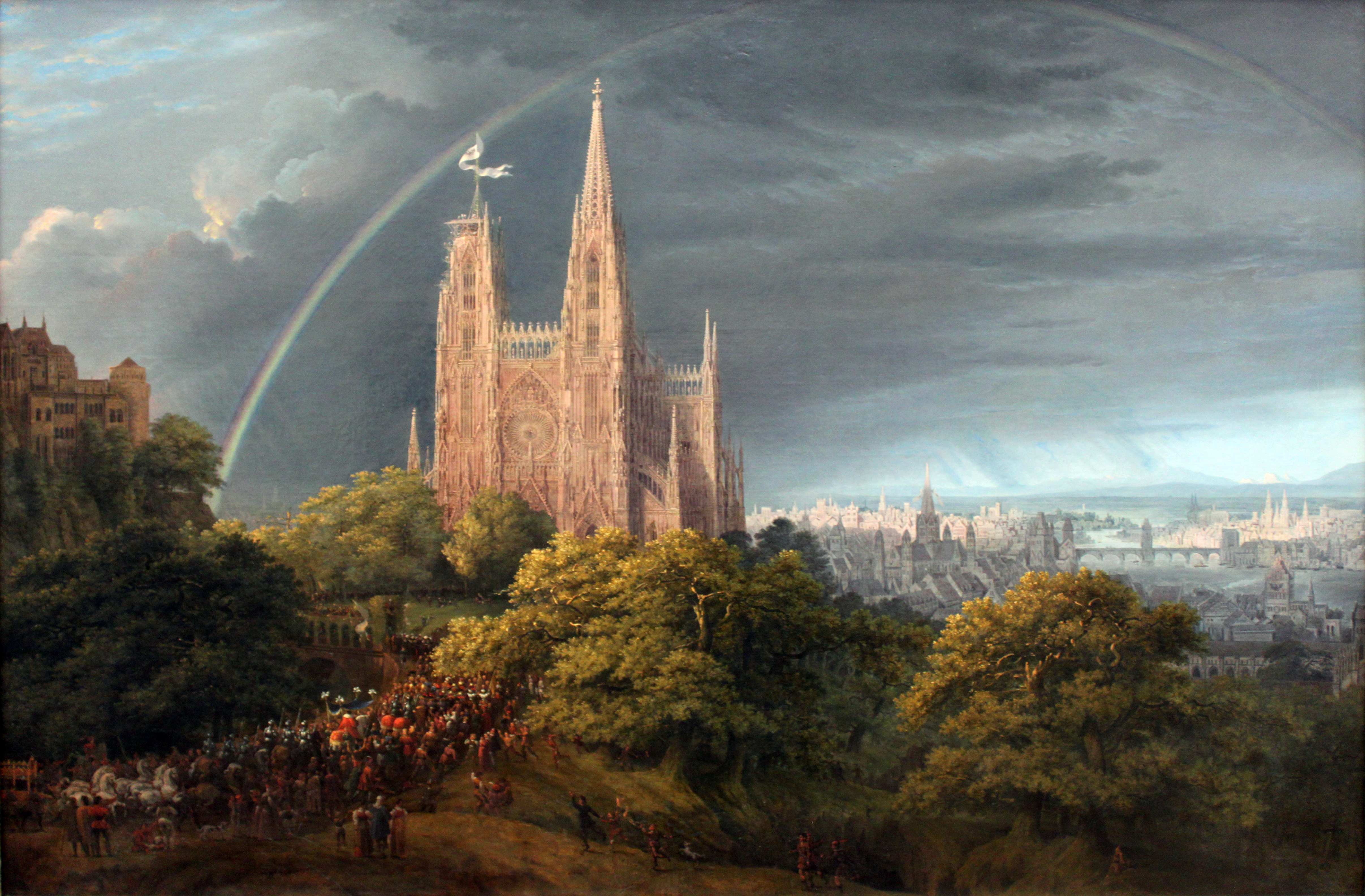
中世の都市
Rock Arch
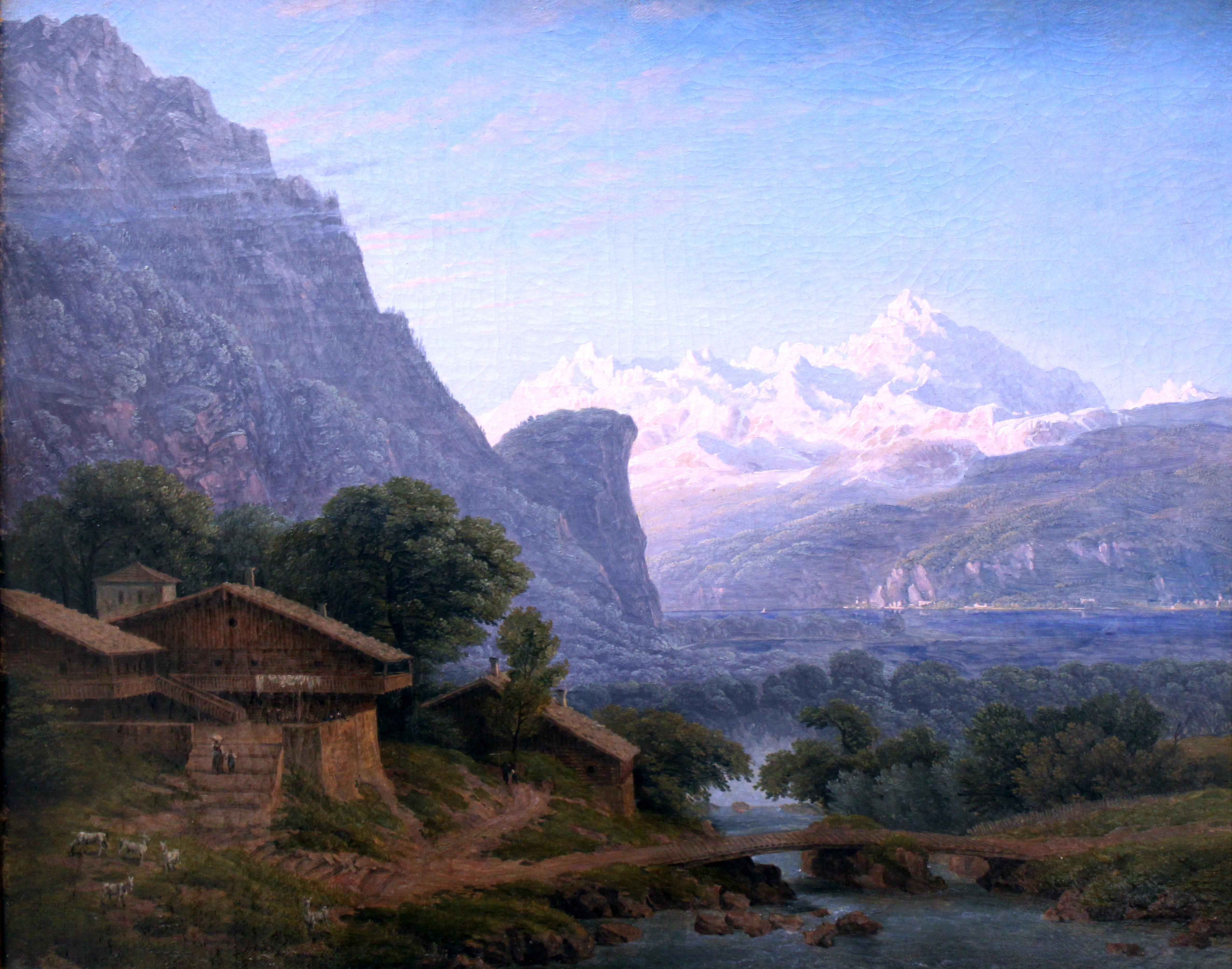
モンブランの風景
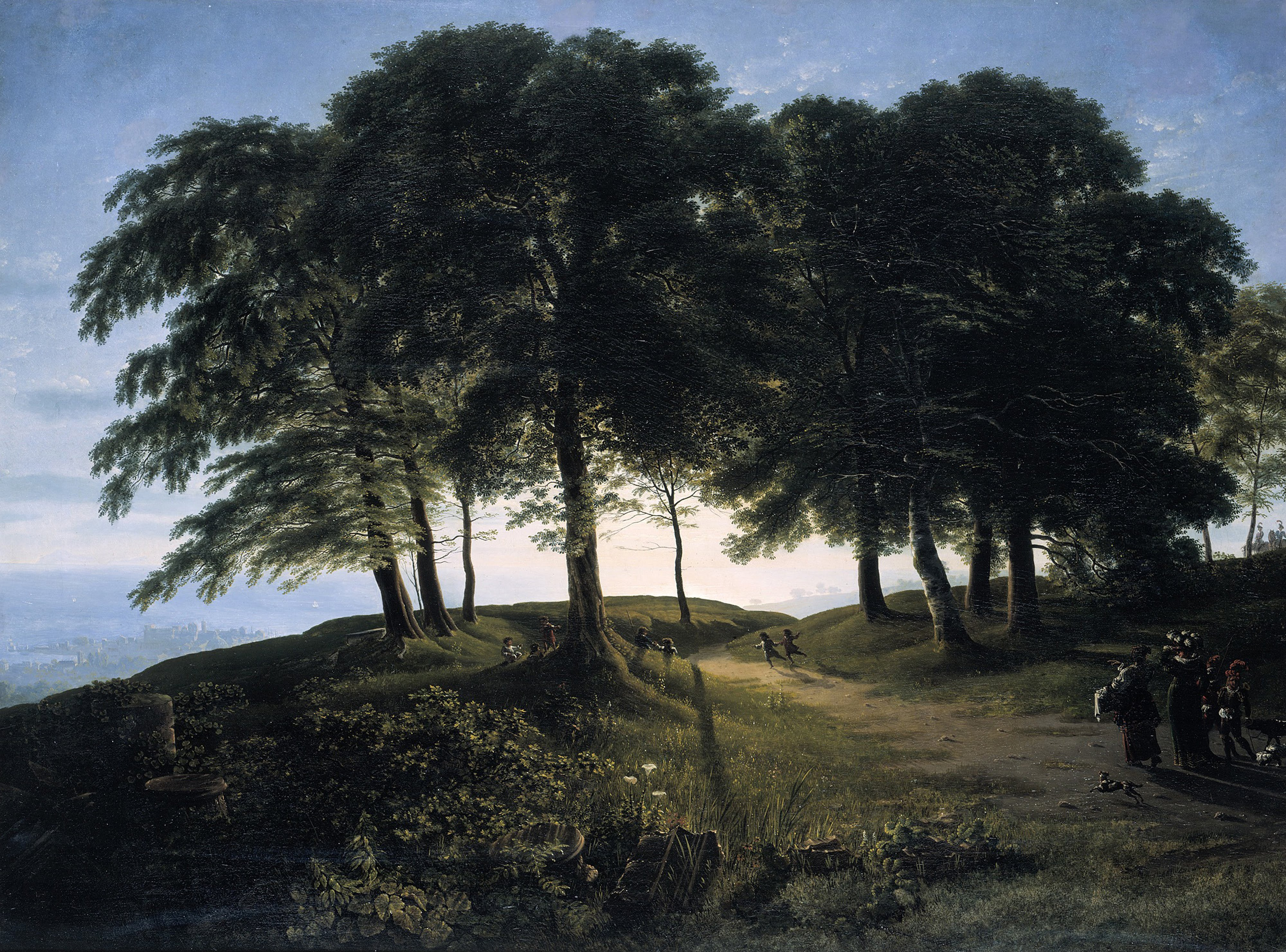
朝

## 建物

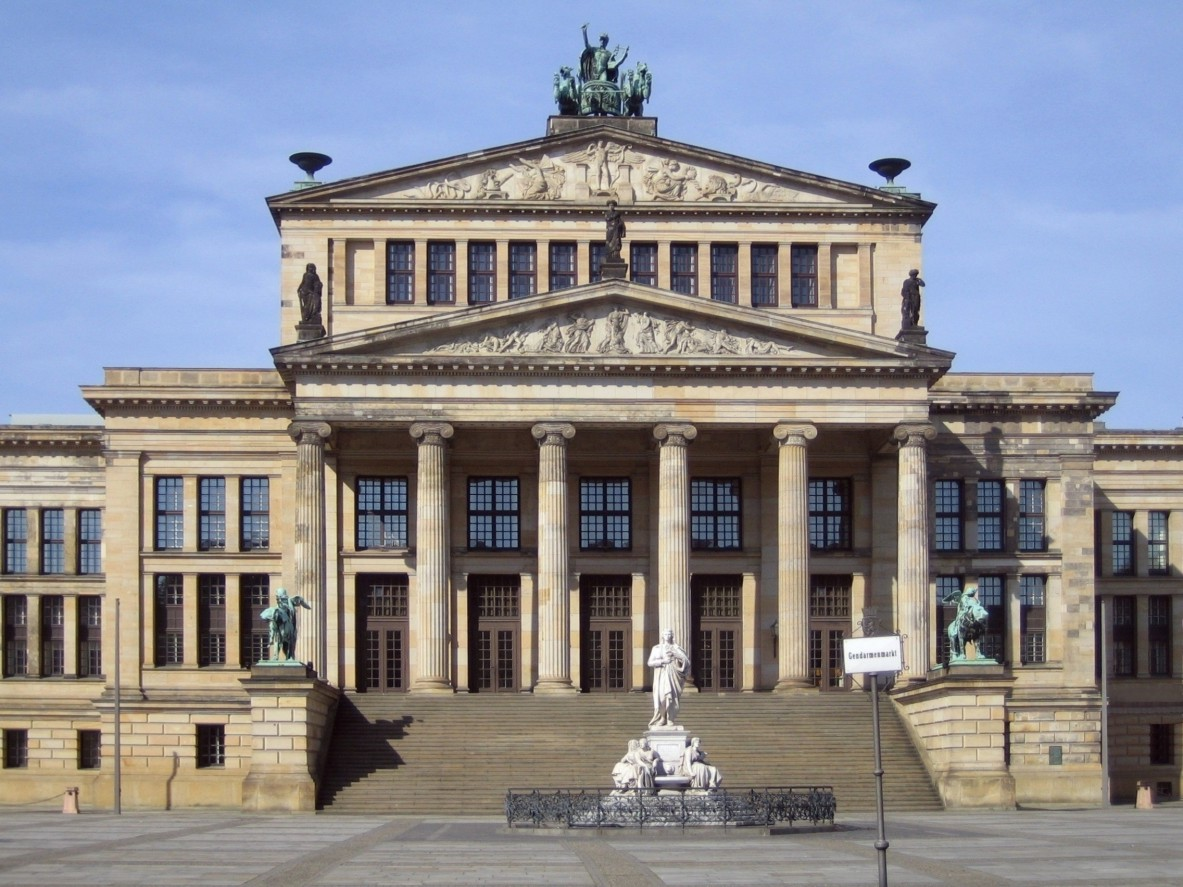
ベルリン・コンツェルトハウス
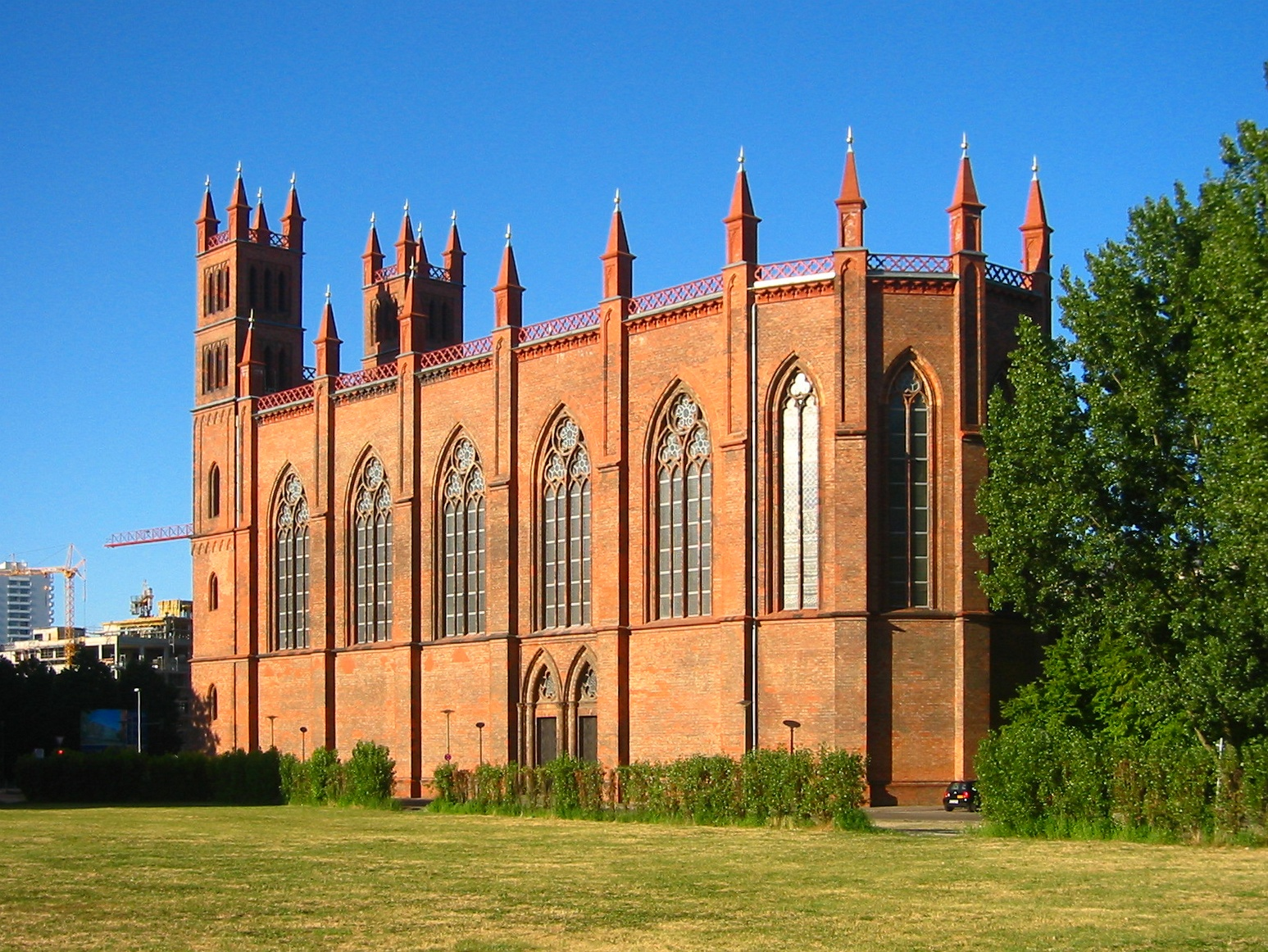
フリードリヒスヴェルダー教会
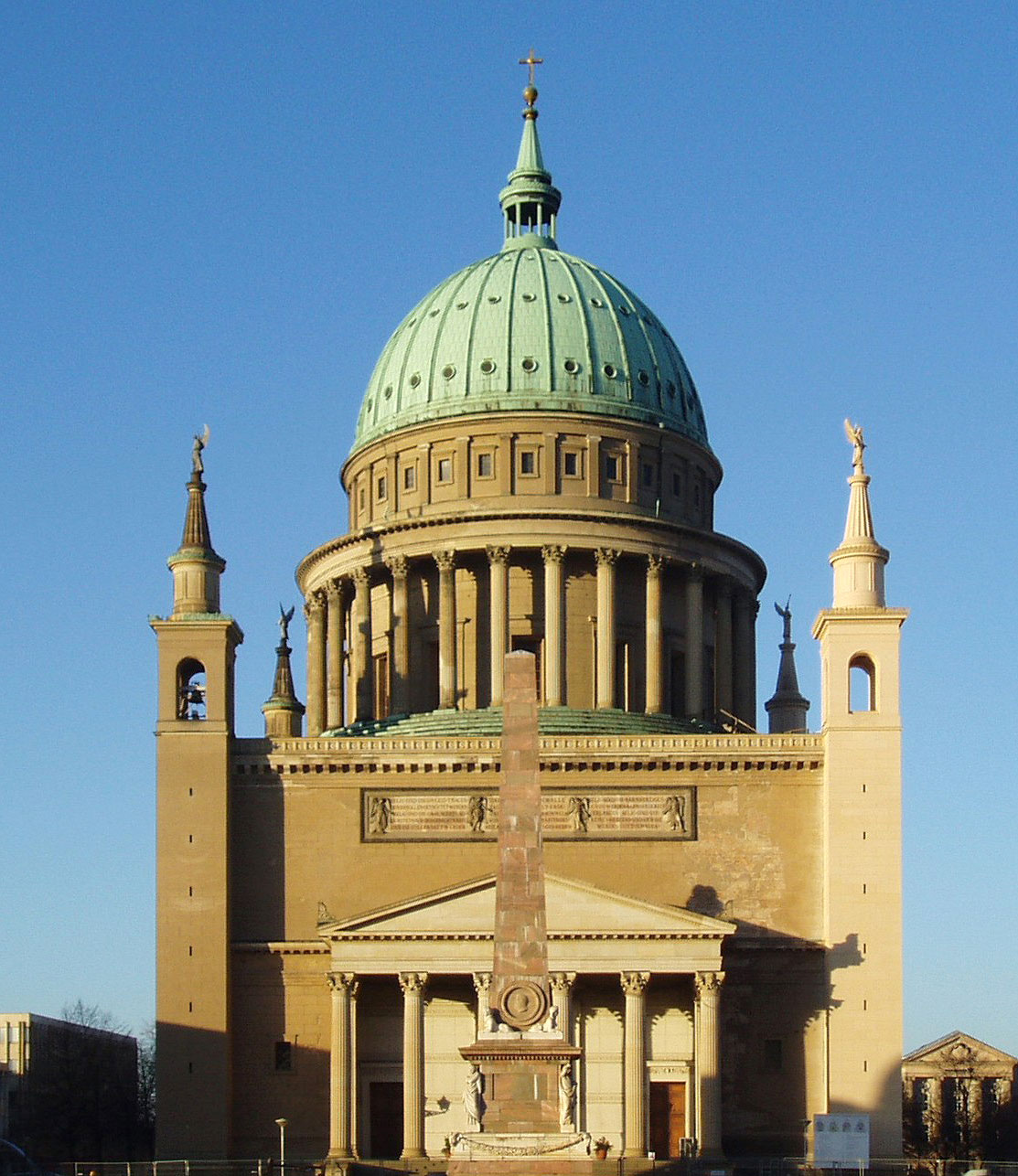
聖ニコライ教会 (ポツダム)
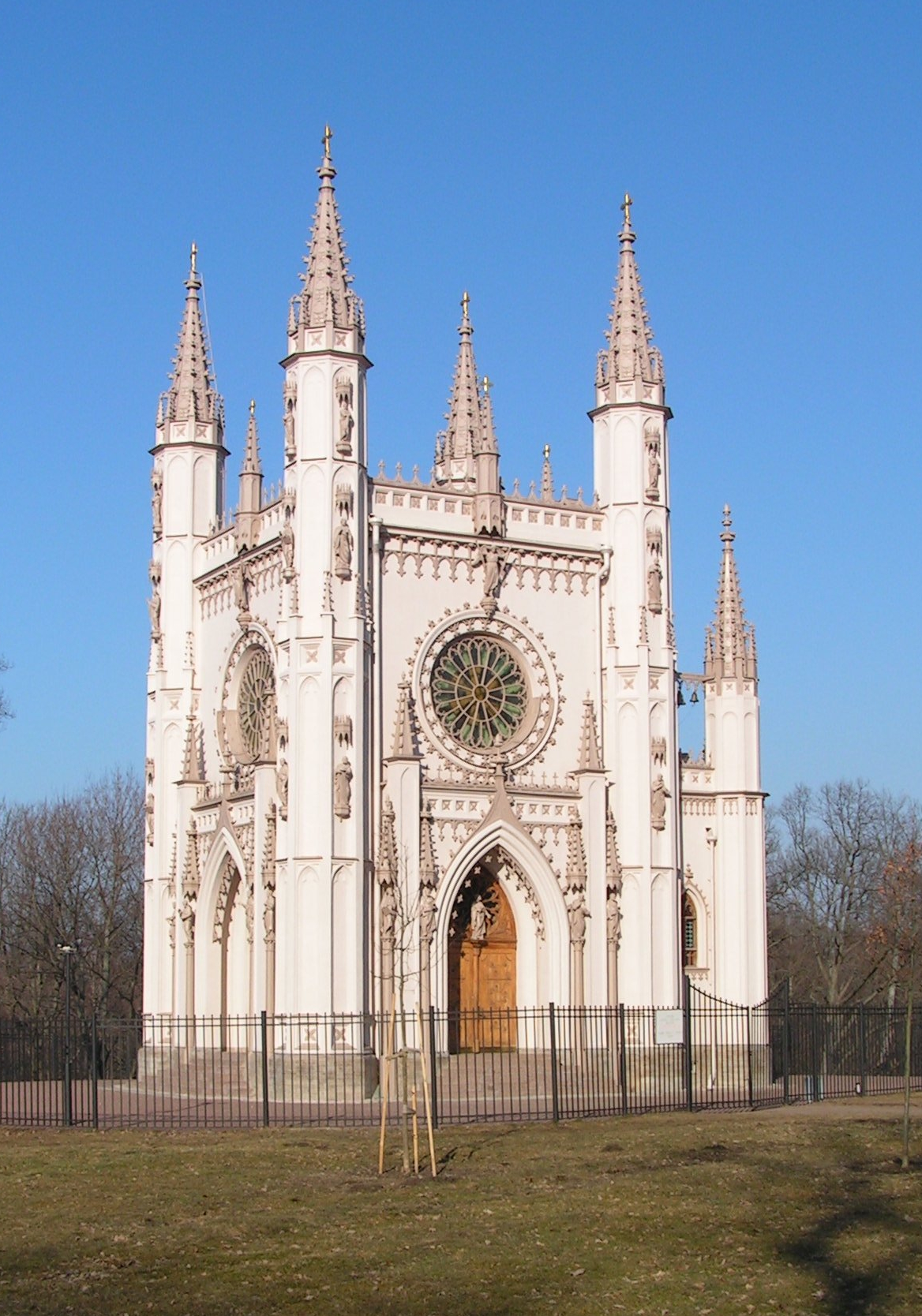
ロシア ペテルゴフ アレクサンドル・ネフスキー教会
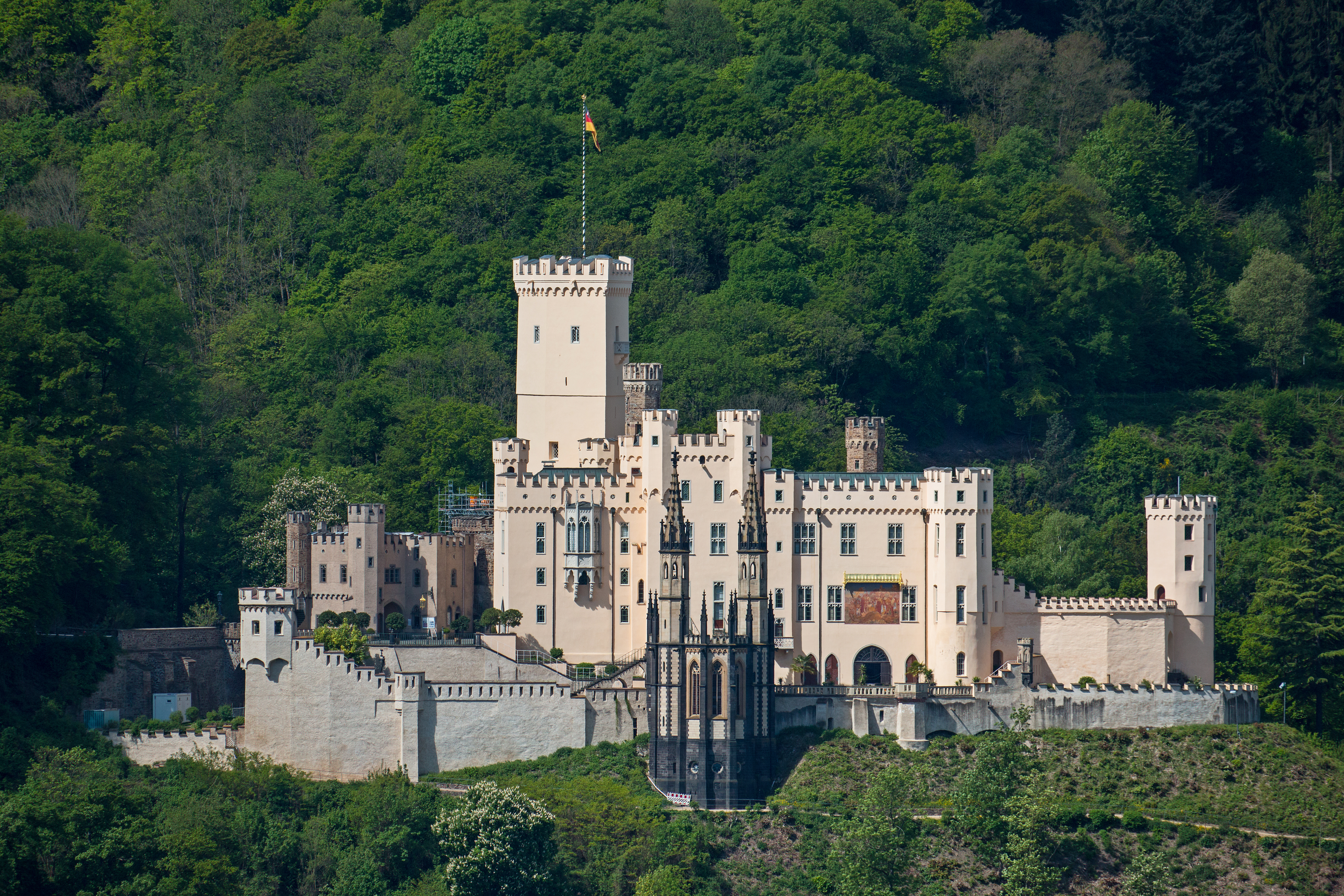
ストルツェンフェルス城

## 関連文献
- Hermann G.Pundt（著）『建築家シンケルとベルリン：十九世紀の都市環境の造形』中央公論美術出版、1985年